# Miłoszów
Miłoszów is een plaats in het Poolse district  Lubański, woiwodschap Neder-Silezië. De plaats maakt deel uit van de gemeente Leśna en telt 757 inwoners.